# Georg von Slatkonia
Georg von Slatkonia, detto anche Jurij Slatkonja in sloveno (Lubiana, 21 marzo 1456 – Vienna, 26 aprile 1522), è stato un vescovo cattolico sloveno.

## Biografia
Studiò alle Università di Ingolstadt e di Vienna. Successivamente fu ordinato sacerdote e divenne anche cantore della cappella episcopale di Vienna in un primo momento, per poi passare al grado di Maestro di Cappella dal 1498. Per il suo interessamento al campo della musica furono impiegati a Vienna talenti dell'epoca come Paul Hofhaimer, Heinrich Isaac e Ludwig Senfl. Di lui si sa anche che in questa fase compose alcune musiche, di cui però non ci è giunta traccia.
Divenne quindi prevosto della cattedrale cittadina e dal 1506 venne nominato amministratore apostolico della diocesi di Pedena, in Istria. Il 1º marzo 1513 fu nominato, per volere dell'imperatore Massimiliano I, vescovo di Vienna, e venne confermato il 12 agosto di quello stesso anno da papa Leone X.
Poté definirsi il primo vescovo a risiedere stabilmente a Vienna dalla fondazione della diocesi nel 1469. Nel 1521 chiamò a Vienna il predicatore riformatore Paul Seperatus.

## Genealogia episcopale
La genealogia episcopale è:
- Vescovo Gregor de Zekchewd, O.F.M.
- Vescovo Georg von Slatkonia